# Helix pomatia
Helix pomatia tên gọi thông thường là Ốc sên Burgundy, Ốc La Mã, hay Escargot, là một loài ốc sên nhỏ, ăn được, thuộc họ Helicidae. Nó sinh sống tại các vùng đất của Châu Âu, được gọi bằng tên tiếng Pháp là Escargot khi được sử dụng để chế biến các món ăn Tây.
Qua quá trình thuộc địa, các đầu bếp Pháp đã được cho là mang giống ốc sên Esgarot đi khắp thế giới (hoặc chúng vô tình di chuyển lên các tàu đổ bộ của quân đội Pháp). Tại Việt Nam, các họ hàng của loài Esgarot rất dễ thấy ở hầu hết khắp mọi nơi, nhưng rất ít người có "can đảm" thưởng thức món thực phẩm này. Thậm chí còn tích cực tiêu diệt vì chúng gây hại cho hoa màu, cây cảnh.
Vì sống trên môi trường cạn, nên các loài ốc cạn như Helix pomatia phải thường xuyên tiết chất nhờn dưới phía bụng để giảm bớt ma sát khi di chuyển. Ở một số nước, cho ốc sên như Helix pomatia di chuyển lên cơ thể được cho là một liệu pháp mát xa, vừa kích thích tế bào cảm giác, vừa giúp tăng cường lưu thông máu, và chất nhờn mà ốc sên tiết ra cũng có một số tính chất sinh học có lợi nhất định.

## Hình ảnh

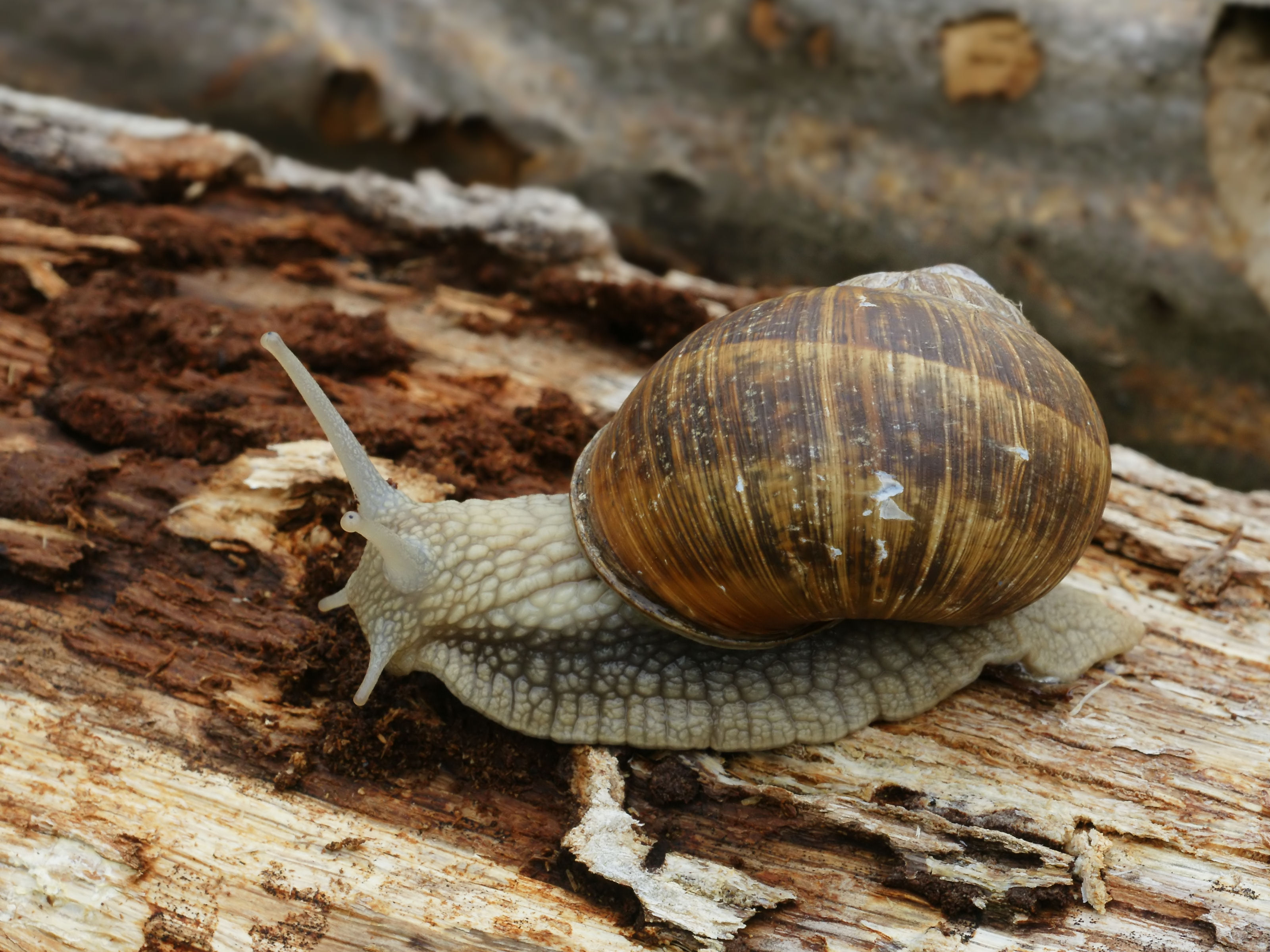
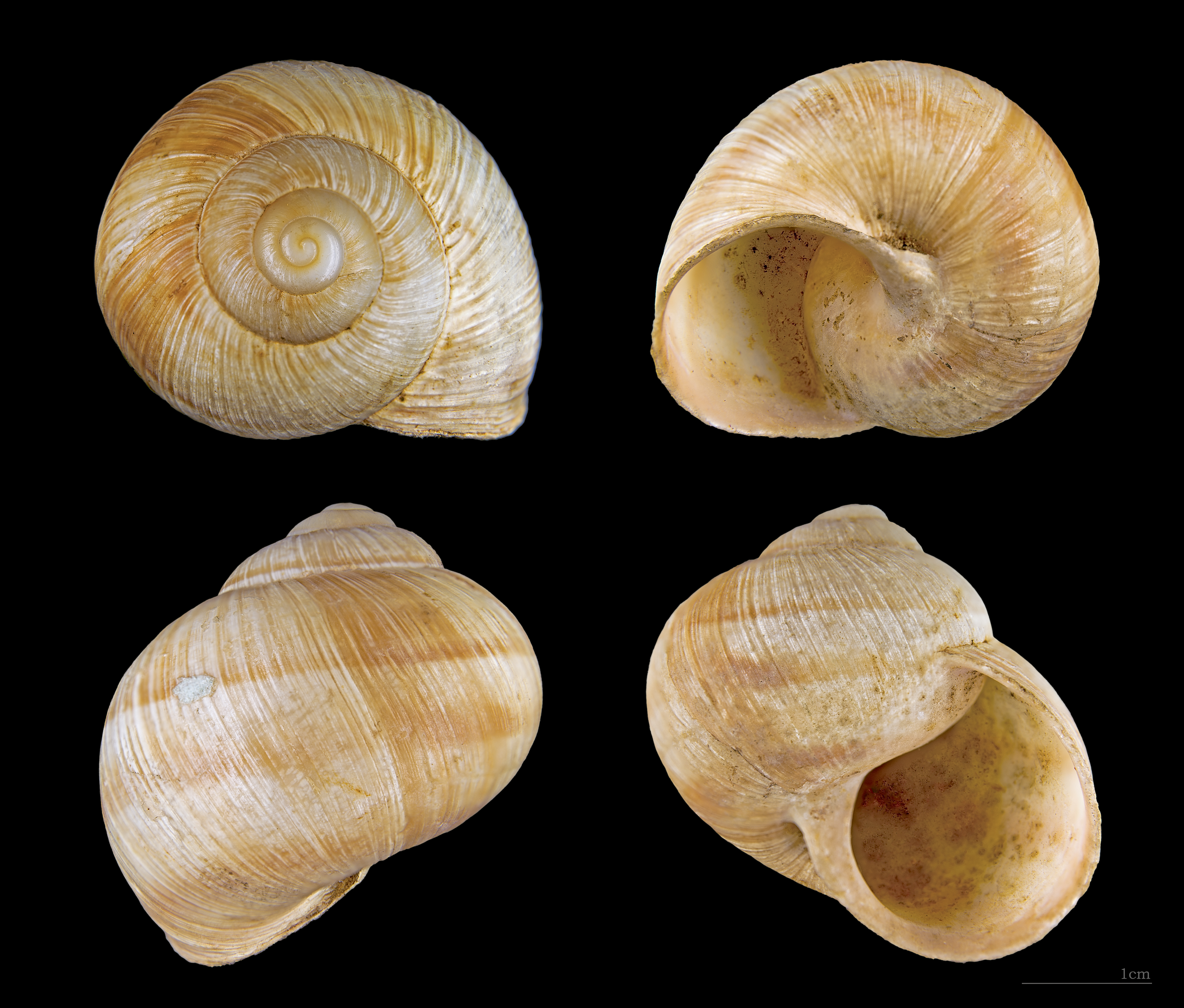
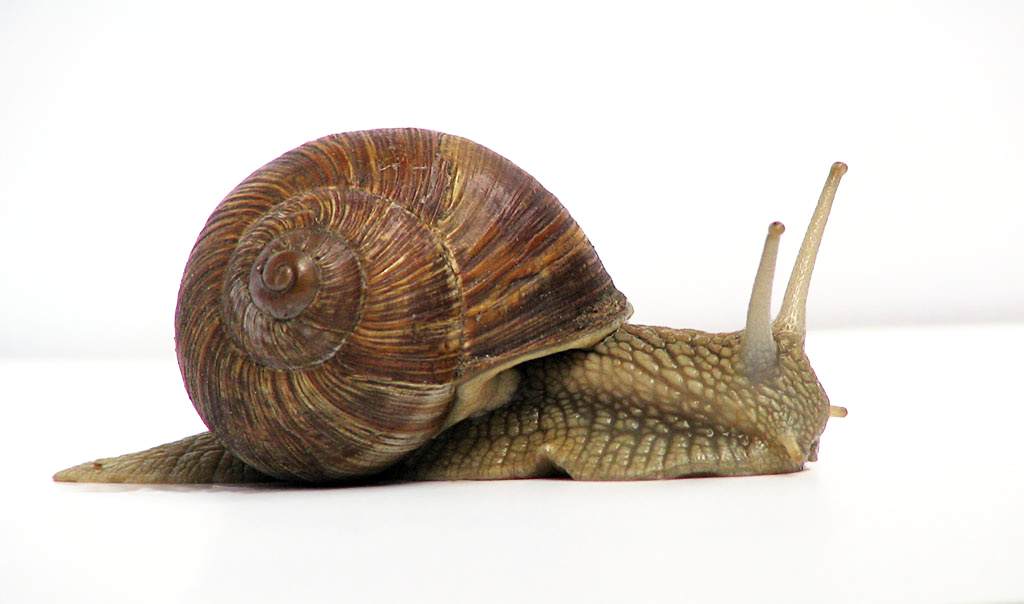
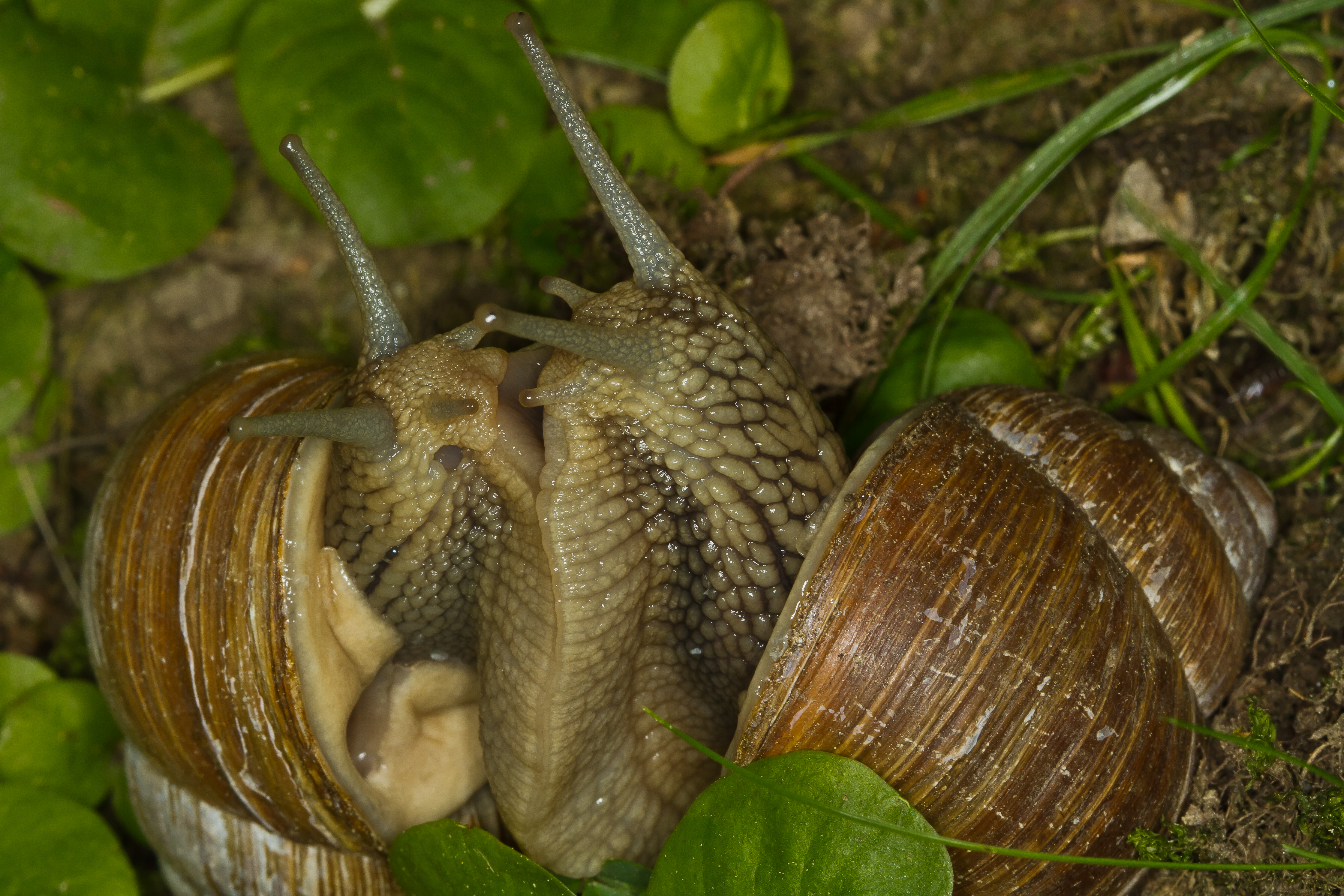